# Ясоварман II (імператор Кхмерської імперії)
Ясоварман II (кхмер. យឝោវម៌្មទី២) — правитель Кхмерської імперії.

## Правління
Походження Ясовармана II невідоме.
За часів його правління спалахнув палацовий заколот під проводом Бхарата Раху. Становище врятувало втручання принца Індракумари, сина майбутнього правителя Кхмерської імперії Джаявармана VII.
Ясоварман II був убитий одним зі своїх радників 1166 року, який коронувався, взявши ім'я Трібгуванадітьяварман.